# Phymasterna
Phymasterna is een kevergeslacht uit de familie van de boktorren (Cerambycidae). De wetenschappelijke naam van het geslacht werd voor het eerst geldig gepubliceerd in 1840 door Castelnau.

## Soorten
Phymasterna omvat de volgende soorten:
- Phymasterna dendrodromia Gistel, 1857
- Phymasterna ornator Gistel, 1857
- Phymasterna affinis Breuning, 1980
- Phymasterna annulata Fairmaire, 1903
- Phymasterna cyaneoguttata Fairmaire, 1886
- Phymasterna gracilis Breuning, 1957
- Phymasterna lacteoguttata Castelnau, 1840
- Phymasterna maculifrons Gahan, 1890
- Phymasterna rufocastanea Fairmaire, 1889